# Liste der deutschen Botschafter in Gambia
Die Liste der deutschen Botschafter in Gambia enthält die Botschafter der Bundesrepublik Deutschland in Gambia. Sitz der im Jahr 2023 neu eröffneten Botschaft ist Kanifing Municipal. Bis 2023 war der deutsche Botschafter in Senegal für Gambia zuständig.
| Name         | Amtszeit  |
| ------------ | --------- |
| Klaus Botzet | seit 2023 |